# Grad Kortgene
Grad Kortgene je stal v nizozemskem mestu Kortgene, provinca Zeelandija. Natančna lokacija gradu, ki so ga uničila neurja v letih 1530-1532, ni znana.

## Zgodovina
Grad je med letoma 1411 in 1413 zgradil Filip Borselenski. V istem obdobju je dal vas Kortgene opremiti z mestnim obzidjem in tam zgraditi novo cerkev. Leta 1413 je podelil Kortgeneju mestne pravice in leta 1418 je Kortgene postal svobodno visoko gospostvo.
Potem ko je leta 1431 Filip umrl brez potomstva, sta grad in dvorec pripadla holandskemu grofu. Istega leta je grofica Jakoba Bavarska prodala grad in gospostvo Franku II. Borselenskemu, s katerim se je čez nekaj let poročila. V gradu Kortgene je živel kastelan, ki ga je imenoval Frank.
Frankov nezakonski sin Floris je leta 1478 dobil v fevd grad in gospostvo, vendar je moral plačati veliko vsoto grofici Mariji Burgundski in njenemu možu Maksimilijanu I. Habsburškemu. Po Florisovi smrti leta 1507 je posest podedoval njegov sin Frank. Ker je Frankov zakon s Katarino Egmontsko ostal brez otrok, sta grad in dvorec po njegovi smrti leta 1521 prešla v last plemiške rodbine Egmontskih. Prvi lastnik iz te družine je bil Floris Egmontski, grof Burenski, ki je leta 1530 prišel v posest gradu in gospostva.
Mesto Kortgene in grad sta uničila poplava sv. Feliksa 5. novembra 1530 in nove poplave leta 1532. Florisov sin Maksimilijan Egmontski je leta 1540 postal gospod gospostva Kortgene. Njegova hči Ana Egmondska-Burenska se je leta 1551 poročila z Viljemom I. Oranskim in Kortgene zapustila njunemu sinu Filipu Viljemu Oranskemu. .
Grad po uničenju ni bil nikoli več obnovljen.

## Opis
Grad je nekoč stal blizu srednjeveškega mesta Kortgene. Ker sta bila tako grad kot mesto uničena med poplavami 1530/1532, natančna lokacija gradu ni znana.
O videzu gradu ni nič znanega. Edina znana slika  je iz 18. stoletja in jo lahko štejemo za domišljijo.